# تاتيانا كالميكوفا
تاتيانا فاسلييفنا كالميكوفا (بالروسية: Татьяна Васильевна Калмыкова) هي عدائة مشي طويل روسية ولدت في يوم 10 يناير 1990 إختصت بسباق ال20 كلم، مثلت روسيا في دورة الألعاب الأولمبية الصيفية 2008 في بكين وستشارك أيضاً في دورة الألعاب الأولمبية الصيفية 2016 في ريو دي جانيرو.

## روابط خارجية
- تاتيانا كالميكوفا على موقع الاتحاد الدولي لألعاب القوى (الإنجليزية)
- تاتيانا كالميكوفا على موقع أوليمبيديا (الإنجليزية)